# Mindestzuführungsverordnung
Die Verordnung über die Mindestbeitragsrückerstattung in der Lebensversicherung, auch als Mindestzuführungsverordnung oder abgekürzt als MindZV bezeichnet, ist eine für deutsche Lebensversicherer geltende Verordnung, in der Vorschriften zu einer angemessenen Überschussbeteiligung der Versicherungsnehmer erlassen sind.

## Hintergrund
Die im April 2008 erlassene Verordnung regelt, welche Beträge ein Lebensversicherer der Rückstellung für Beitragsrückerstattung (RfB) wenigstens zuzuführen hat. Anders als ihre Vorgängerin, die Verordnung über die Mindestbeitragsrückerstattung in der Lebensversicherung (ZRQuotenV), gibt die MindZV einheitliche Regeln für alle Versicherungsnehmer vor. Vormals existierten unterschiedliche Vorschriften für Alt- und Neubestand, d. h. einerseits für Verträge, die bis zur Deregulierung der deutschen Versicherungswirtschaft – der Abschaffung der aufsichtsbehördlichen Genehmigungspflicht für Tarife und Versicherungsbedingungen 1994 – abgeschlossen wurden, und andererseits für seither unterzeichneten Verträge gemäß genehmigungsfreier Tarife. Mit der neuen Verordnung wurde zudem eine Vorgabe des Bundesverfassungsgerichts von 2005 umgesetzt. Dieses hatte seinerzeit beanstandet, dass Verluste aus einer Ergebnisquelle beliebig mit Überschüssen aus anderen Quellen ausgeglichen werden konnten und so die Beteiligung an letzteren gemindert wurde. Der Umfang des zulässigen Ausgleichs ist nunmehr geregelt. Seit 2014 werden hier auch Berechnungsdetails des die Beteiligung an den Bewertungsreserven begrenzenden Sicherungsvermögens und der zulässige Höchstbetrag der RfB bestimmt.

## Verfahren
Der Rohüberschuss des Versicherungsunternehmens nach handelsrechtlichen Vorschriften war nach der  Versicherungsberichterstattungs-Verordnung in die Ergebnisquellen Kapitalanlage-, Risiko- und übriges Ergebnis aufzuteilen. An jeder positiven Ergebnisquelle sind die Versicherungsnehmer angemessen zu beteiligen, wobei Verluste des Kapitalanlageergebnisses mit Überschüssen der anderen Ergebnisse ausgeglichen werden dürfen.
Hierdurch wird die vom Verfassungsgericht 2005 bemängelte unbegrenzte Möglichkeit zum Ausgleich von defizitären und profitablen Ergebnisquellen begrenzt. Defizite im Risiko- und übrigen Ergebnis muss der Versicherer aus seinem Anteil der anderen Ergebnisquellen ausgleichen; sie gehen also nicht zu Lasten der Versicherungsnehmer.
Die Verordnung enthält eine formelmäßige Untergrenze zur Feststellung einer unangemessenen Beteiligung an den einzelnen Ergebnisquellen. Hiernach muss die Zuführung zur RfB, ggf. unter Berücksichtigung geleisteter Direktgutschrift insgesamt so hoch sein, dass sie der Summe von 90 % der anteilig auf die Passiva der Versicherungsnehmer entfallenden gesamten Kapitalerträge, abzüglich des Aufwandes für die Diskontierung der Deckungsrückstellung, von 90 % des Risikoergebnisses und 50 % des übrigen Ergebnisses entspricht. Die Mindestzuführung ist für den Altbestand und für den Neubestand jeweils getrennt zu berechnen und einzuhalten.

## Beteiligung an den Bewertungsreserven
Nach § 56a VAG wurde der Anspruch auf Beteiligung an den Bewertungsreserven durch den Sicherungsbedarf begrenzt. Die MindZV regelt Einzelheiten zur Bestimmung dieser Begrenzung.

## Obergrenze für die Rückstellung für Beitragsrückerstattung
Die RfB enthält den Anteil der Gemeinschaft der Versicherungsnehmer an den vom Versicherer bereits erzielten Überschüssen, die noch nicht an einzelne Versicherungsnehmer ausgeschüttet worden sind. Um sicherzustellen, dass die erzielten Überschüsse weitgehend an die Versicherungsnehmer ausgeschüttet werden, die diese verursacht haben, dürfen die Mittel nicht unbegrenzt in der RfB verbleiben. Soweit der Versicherer noch keine konkrete Regelung über die beabsichtigte Zuordnung von Mitteln aus der RfB zu individuellen Versicherungsnehmern getroffen hat, ist der Betrag der RfB durch die MindZV begrenzt. Dieser Teil der RfB, zu der noch keine Regelungen getroffen wurden, wird als freie RfB bezeichnet. Diese freie RfB darf nicht höher als das Zweifache der für das Folgejahr geplanten Ausschüttung (die selbst nicht zur freien RfB gehört) sein, zuzüglich eines von der aktuellen Solvabilitätsspanne und vom Kapitalmarktzins abhängenden Betrages sein. Davon unberührt bleibt allerdings § 21 KStG, nach dem eine über die Zuführung der letzten drei Jahre hinausgehende freie RfB nicht steuerlich abzugsfähig ist.